# Jeroným IV. z Colloredo-Waldsee
Jeroným IV. z Colloredo-Waldsee (německy Hieronymus von Colloredo, italsky Girolamo di Colloredo, 12. března 1674 Udine – 2. února 1726 Vídeň) byl italsko-rakouský a český šlechtic z rodu Colloredů z Waldsee, třetí držitel colloredského fideikomisu s centrem v Opočně.

## Život

### Vazby na Itálii

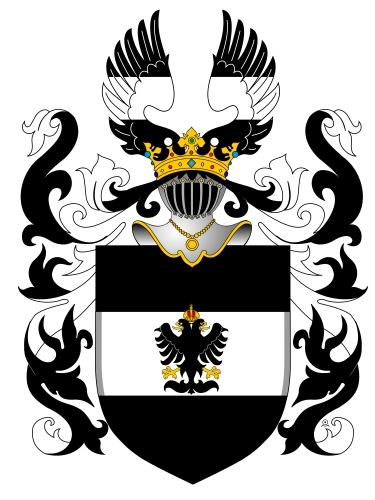
Erb rodu Colloredů

Po smrti druhého držitele colloredovského fideikomisu Ludvíka z Colloreda v roce 1693 přešel fideikomis a některé další statky v Čechách, Dolních Rakousích a severní Itálii do rukou Jeronýma Colloreda z Waldsee, markýze di Santa Sophia, syna Ferdinanda z Colloreda (1635–1689) z weikardské větve rodu.
Za svého života podobně jako ostatní členové rodu pěstoval úzké styky s italským prostředím a tamějšími příbuznými. Dopisoval si například se svým strýcem kardinálem Leandrem z Colloreda (1639–1709), se svým starším bratrem Fabiem Antoniem (1672–1742), jenž si také vybral církevní dráhu a stal se arcibiskupem v Lucce, se vzdáleným příbuzným Johannem Baptistou z Colloreda (1654–1729), který působil v letech 1715–1726 jako císařský vyslanec v Benátkách, s řadou členů rodu Rabattů – pocházela z něj i jeho matka Felicitas – a dalšími významnými osobami tehdejší doby.

### Integrace mezi českou šlechtu
Hrabě se také úspěšně včlenil do šlechtické společnosti v habsburské monarchii svým sňatkem. V roce 1696 se oženil s příslušnicí starého českého šlechtického rodu Kinských Johannou Charlottou Karolínou a hojně korespondoval s jejím rozvětveným příbuzenstvem. Spolu měli nejméně 12 dětí, jen čtyři z nich se však dožily dospělosti.

### Kariéra
Zároveň se ale Jeroným snažil stejně jako jeho předchůdce Ludvík prosadit v habsburské monarchii, což se mu začalo dařit již za vlády Josefa I. Výrazněji se však uplatnil až za vlády Karla VI., jenž jej v roce 1724 povýšil do říšského hraběcího stavu.
Cesta do vysokých dvorských funkcí ale nebyla ani v jeho případě jednoduchá. Nejprve musel projít vyššími zemskými úřady. Byl například nejvyšším dvorským sudím Království českého (1708–1714) a zemským hejtmanem Markrabství moravského (1714–1719). O jeho velkých ambicích svědčí to, že byl ochoten se zhostit různých diplomatických misí. Jednalo se tehdy o běžnou fázi v životě těch, kteří se nakonec uplatnili v nejvyšších dvorských funkcích. Na podzim 1715 se připravoval na cestu do Polsko-litevské unie, jež se však nerealizovala. V roce 1718 byl zase jmenován jedním z vyslanců, který měl uzavřít mír s Turky v Požarevaci.
Jeho kariéra ovšem vyvrcholila v posledních letech života, kdy se vrátil do rodné Itálie a působil jako habsburský guvernér v Miláně (1719–1726). Nakonec se propracoval jako první člen rodu mezi čtyři nejdůležitější dvořany Karla VI., když byl za prokázané diplomatické a úřední zásluhy na samém počátku roku 1726 jmenován do prestižní funkce nejvyššího maršálka dvora Karla VI. Zřejmě se počítalo s jeho dalším uplatněním v nejvyšších dvorských funkcích, tyto plány však záhy překazila Jeronýmova předčasná smrt (Vídeň, 2. února 1726).
Před plánovanou korunovací Karla VI. na českého krále získal dědičný úřad nejvyššího stolníka (jmenovací dekret datován 4. června 1723 v Laxenburgu krátce před císařovým odjezdem do Čech). Hodnost dědičného nejvyššího stolníka užívali Colloredové, potažmo Colloredo-Mansfeldové až do zániku monarchie v roce 1918.

### Majetkové zisky

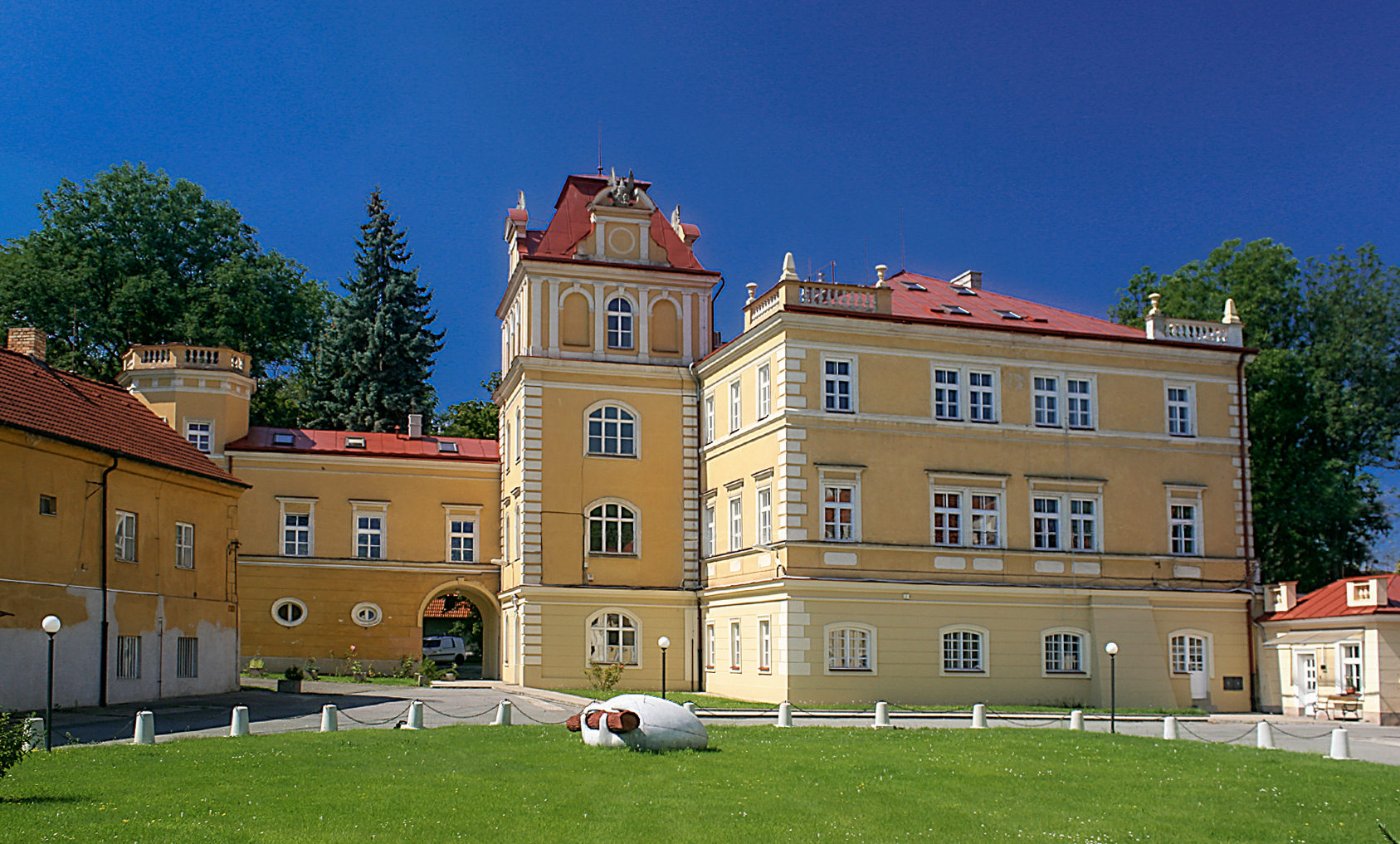
Záběhlický zámek

Jeroným Colloredo, zřejmě zásadním způsobem poučen sporem, který vedl po Ludvíkově smrti a který jej připravil o velkou část alodních statků, rozhodl se v září 1707 pro velkou majetkovou transakci. Díky ní získal za statky Dolní Počernice a Záběhlice větší panství Drachkov a Tloskov ve Vltavském kraji. Pravděpodobně zde zamýšlel vytvořit další stabilní jádro rodového majetku, protože o dva roky později získal i blízké panství Petrovice.
Jeroným také vysoudil část dolnorakouských statků, ovšem nevlastnil již vídeňský palác, a tak ke svým tamějším pobytům využíval podnájmů. Zato někdy po roce 1705 přikoupil k panství Staatz dolnorakouské zboží Föllim (nyní součást obce Staatz). Kromě toho získal i dům v Brně, v němž bydlel zejména v době, kdy působil na Moravě jako zemský hejtman.

### Reprezentační aktivity

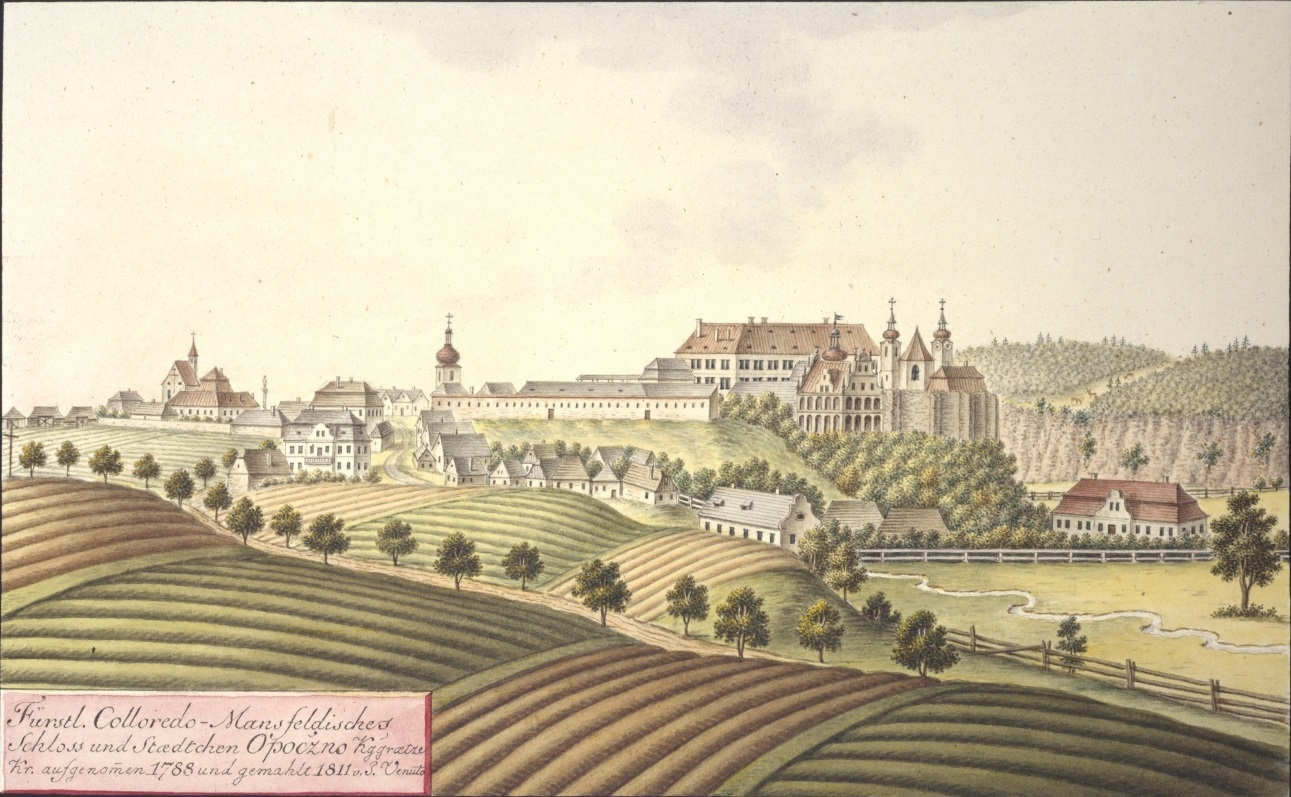
Město a zámek Opočno, pohled od severozápadu. Kresba Johanna Venuta z roku 1811 dle stavu v roce 1788.

Tehdy ve velké míře využíval reprezentačních možností architektury a umění vůbec a právě tyto aktivity jej pomáhaly zviditelňovat v soudobé společnosti. Nechal přestavět pražský rodový palác (1715–1718) a také do historie fideikomisního centra v Opočně se zapsal řadou počinů. Po požáru přistoupil k přestavbě opočenského zámku, v němž byla nově umístěna kaple sv. Anny. Cílevědomě budoval zámeckou obrazárnu a knihovnu, jež dosáhla na konci jeho života počtu 900 svazků.
Stabilizoval nelehkou ekonomickou situaci kláštera kapucínů, za kterou mohly spory v rodině po smrti Ludvíka z Colloreda. Na konci roku 1701 vše vyřešil novou fundací, kterou spolu s ním podepsalo dalších šest mužských členů rodu Colloredo. Kromě toho dovedl do konce jednání o obnově fary v Opočně, které spadalo od doby třicetileté války pod nedaleké Přepychy. V roce 1723 se místní obyvatelé dočkali a mohli přivítat prvního svého faráře. Jeroným také nechal opravit či přestavět několik kostelů včetně svatostánků v Opočně, Bystrém, Dobrušce či Novém Hrádku.
Dědicem opočenského fideikomisu se stal jeho nejstarší syn Rudolf Josef z Colloreda (1706–1788).